# SN 2002al
SN 2002al – supernowa odkryta 11 stycznia 2002 roku w galaktyce A105021-0415. W momencie odkrycia miała maksymalną jasność 23,60m.